# 명지성모병원
명지성모병원은 대한민국의 종합병원이다. 서울특별시 영등포구 도림로 156에 있다.

## 진료과목
- 신경외과
- 신경과
- 재활의학과
- 응급의학과
- 내과
- 심장내과
- 외과
- 정형외과
- 산부인과
- 가정의학과
- 영상의학과
- 마취통증의학과
- 진단검사의학과